# Die Brücke (Gregor Dorfmeister)
Die Brücke ist der erste Roman des Schriftstellers Gregor Dorfmeister. Er wurde 1958 unter dem Pseudonym Manfred Gregor veröffentlicht und erlangte größere Bekanntheit durch die gleichnamige Verfilmung von Bernhard Wicki aus dem Jahr 1959. Im Jahr 2008 erschien eine weitere Neuverfilmung für den Fernsehsender Pro 7, siehe Die Brücke (2008).
Der autobiografisch gefärbte Roman schildert den tödlichen Kampfeinsatz von sieben Jugendlichen, die im April 1945 kurz vor dem Ende des Zweiten Weltkriegs noch zum Volkssturm eingezogen werden und die titelgebende Brücke in ihrer Heimatstadt verteidigen sollen. Wenngleich die Handlung Die Brücke zum Genre des Antikriegsromans zählen lässt, enthält der Roman auch Elemente des Bildungsromans, da er abseits der eigentlichen Handlung in Rückblenden auch die Jugend und das Erwachsenwerden der Protagonisten im Nationalsozialismus thematisiert.

## Handlung
Sieben Jugendliche – Albert Mutz, Ernst Scholten, Karl Horber, Klaus Hager, Jürgen Borchert, Walter Forst und Siegfried „Siegi“ Bernhard – verbringen den Zweiten Weltkrieg in ihrer Heimatstadt in Süddeutschland. Alle werden im Frühjahr 1945, kurz nach Vollendung ihres 16. Lebensjahres, zum Volkssturm eingezogen. Auf dem Kasernenhof geraten sie an verschiedene Unteroffiziere als Ausbilder, den treiberischen Alois Schaubeck und den düsteren, verschlossenen Adolf Heilmann.
Nach zwei Wochen der Ausbildung rückt die Front näher. Schaubeck stirbt bei einem Tieffliegerangriff auf die Kaserne. Heilmann und der ebenfalls eingezogene Leutnant Fröhlich raten den Jungen zur Desertion vom Kasernengelände; diese lehnen jedoch ab. In der folgenden Nacht zum 2. Mai 1945 gibt es einen Alarm, und die gesamte Einheit wird an die Front geschickt, den Amerikanern entgegen. Fröhlich kann jedoch erreichen, dass die Jungen unter dem Befehl von Heilmann im Rücken der Front an einer scheinbar unwichtigen Brücke in der Stadt postiert werden.
Heilmann versucht weiterhin, die Jungen zum Aufgeben zu bewegen. Er zieht sich Zivilkleidung an und will für die Jungen die Lage in der Stadt überprüfen, dabei wird er jedoch von Feldgendarmen gestellt und auf der Flucht erschossen. Die Jungen bleiben allein an der Brücke zurück. Der kommandierende General passiert die Brücke und stellt den Jungen seinen Adjutanten, Unteroffizier Schlopke, zur Seite. Plan des Generals ist es, die Amerikaner an der Brücke in eine Falle zu locken und die Brücke anschließend zu sprengen, um nachrückenden Verstärkungen den Weg abzuschneiden und Zeit für den Abzug der eigenen Truppen zu gewinnen. Schlopke gibt zunächst vor, die Brücke halten zu wollen, desertiert aber kurze Zeit später erfolgreich, sodass die Jungen die Brücke alleine verteidigen wollen.
Unterdessen setzt an der Front ein Rückzug ein, sodass die Jungen auf einmal an vorderster Front stehen. Die Brücke gerät unter den Beschuss von Lightning-Jagdbombern, wobei Siegi Bernhard fällt. Der Verlust schreckt die Jungen aber nicht ab, sondern spornt sie an, die Brücke umso verbissener zu verteidigen. So legen sie einen Hinterhalt, der die mit Panzern anrückenden Amerikaner völlig überrascht. Walter Forst zerstört mit Panzerfäusten zwei der Sherman-Panzer, bevor er nach einer perplexen Begegnung mit einem amerikanischen Soldaten unter der Brücke in Deckung geht. Die anderen Jungen allerdings fallen nach und nach dem Gefecht zum Opfer: Jürgen Borchert wird Opfer eines Scharfschützen, Karl Horber wird in seiner MG-Stellung erschossen, und Klaus Hager stirbt bei dem durch die Verzweiflung ausgelösten Versuch, lediglich mit einem Bajonett bewaffnet ein Haus zu stürmen. Am Ende des Gefechtes ziehen sich aber die Amerikaner zurück. Allerdings stirbt Walter Forst, als der von ihm unter der Brücke deponierte Haufen an Panzerfäusten detoniert.
Nun kommt der Plan des Generals zum Tragen: Ein Sprengkommando wird zur Brücke beordert. Ernst Scholten ist schockiert, dass die Brücke, deren Verteidigung seine fünf Freunde mit dem Leben bezahlt haben, nun gesprengt werden soll. Er will die Soldaten mit vorgehaltenem Gewehr zum Rückzug zwingen. Als deren Kommandeur Ernst Scholten von hinten erschießen will, feuert Albert Mutz wiederum auf den Mann und tötet ihn dabei. Die Soldaten fahren nun tatsächlich ab, verstecken sich aber in der Nähe und feuern auf die Jungen. Ernst Scholten wird tödlich getroffen und stirbt in den Armen seines Freundes. Albert Mutz geht langsam durch die Stadt, die nun von den Amerikanern angegriffen wird, und versucht einen Sinn im Geschehenen zu finden. Schließlich trifft er am Haus seiner Mutter ein und zerschlägt dort sein Gewehr auf der Straße. Der Junge wartet bis zum Morgengrauen, und als die Panzer die Straße herauffahren, klingelt er, worauf ihm seine Mutter die Tür öffnet.

## Autobiografische Elemente
In einem Interview vom Mai 2015 berichtete Dorfmeister von den autobiographischen Elementen seines Romans. Er und sieben weitere Jungen seien im April 1945 in eine SS-Kaserne in Bad Tölz eingezogen worden. Nach wenigen Tagen Ausbildung hätten die acht Jungen dann am 1. Mai eine kleine Brücke verteidigen müssen, die bei Bad Heilbrunn über die Loisach führte. Die Jugendlichen schossen laut Dorfmeister einen Panzer auf der gegenüberliegenden Seite ab, wobei ein US-Soldat verbrannte. Danach seien sie unter heftigem Beschuss der Amerikaner geraten und hätten flüchten müssen. Nur drei der acht Jungen konnten sich retten, darunter Dorfmeister. Danach hätten die drei am nächsten Tag laut Befehl eine weitere Brücke in Bad Tölz verteidigen sollen. Während der desillusionierte Dorfmeister flüchtete, seien seine beiden verbliebenen Kameraden bei der Verteidigung der Brücke gefallen: „Ich ging zur Brücke, da lagen die beiden tot da, eine alte Frau ging vorüber und bespuckte sie. Ich werde dieses Bild nie vergessen.“

## Rückblenden
Charakteristisch für den Roman ist, dass die Lebensgeschichte jeder erwähnten Figur in einer eigenen Rückblende geschildert wird. Diese Rückblenden lassen dabei Rückschlüsse auf die Persönlichkeit und Denkweisen jeder Person zu. Die einzelnen Rückblenden sind:
- Unteroffizier Schaubeck und der Alkohol: Alois Schaubeck drückt sich vor dem Kriegseinsatz, terrorisiert aber als Schleifer die Rekruten. Außer Dienst gilt seine Leidenschaft dem Alkohol und unbeständigen Liebschaften. Schaubeck stirbt, als eine Mustang das Unteroffizierskasino mit MG-Feuer belegt.

- Leutnant Fröhlich und Gaius Julius Caesar: Nachdem all seine Schüler und schließlich sogar sein eigener Sohn eingezogen worden und mehrere von ihnen gefallen sind, wird auch Studienrat Franz Fröhlich zur Wehrmacht bestellt. Obwohl er sich in seiner schulischen Laufbahn mit Strategie beschäftigt hat, entwickelt er durch seine Erfahrungen pazifistische Züge. Da die Jungen ihn an seine Schüler erinnern, fühlt er sich diesen besonders verbunden und plant, diese vor dem Kriegsgeschehen zu bewahren.

- Unteroffizier Heilmann und der Krieg: Adolf Heilmann verbaut sich seine eigene Offizierskarriere, als er auf dem Kriegsschullehrgang eine unbedachte politische Äußerung von sich gibt. Heilmann ist ein zäher Soldat und rettet sich im Mai 1944 als einziger Überlebender seiner Einheit nach dem Angriff auf eine sowjetische Stellung mit einer schweren Beinverletzung, lediglich auf den Händen kriechend, zu den eigenen Linien.

- Ein General und sein Befehl: Der General wird als fähiger Offizier beschrieben, denkt jedoch nicht mehr in menschlichen, sondern in militärischen Begriffen. Entsprechend ist ihm der Abzug seiner Einheit wichtiger als das individuelle Schicksal der an der Brücke postierten Jungen, was metaphorisch mit einem Scheibenwischer gleichgesetzt wird.

- Unteroffizier Schlopke und der Feldgendarm: Schlopke hat den ganzen Krieg unbeschadet überstanden und möchte diesen auch bis zum Ende überleben. Somit rettet er sich vor dem Feldgendarm durch eine Lüge, in der er die Verteidigung der Brücke als GKdoS bezeichnet und anders als Heilmann hierbei die Fassung bewahrt.

- Siegi Bernhard und seine Bücher: Siegfried Bernhard ist der jüngste und kleinste der Jungen. Sein Vater starb vor Jahren bei seiner Arbeit als Bergmann. Siegi selber liest in seiner Freizeit gerne Bücher und verliert sich dabei häufig in seiner Fantasie. Der Traum von Heldentaten zieht sich durch sein Leben, weshalb er sich – in Gedanken an die Sagengeschichte vom Ritter Curtius – beim Luftangriff auf die Brücke nicht in Deckung wirft, sondern aufrecht stehen bleibt. Siegi stirbt durch einen Granatsplitter.

- Studienrat Stern und der pädagogische Ethos: Der ehemalige Lehrer und Freund der Jungen konnte wegen einer Behinderung nicht am Ersten Weltkrieg teilnehmen. Im Laufe der Jahre lernte er aber, mit dieser Behinderung umzugehen, und fand schließlich seine Berufung in der Bildung.

- Ernst Scholten und Johann Sebastian Bach: Ernst Scholten stammt aus einer Großstadt und gelangt im Rahmen der Kinderlandverschickung auf einen Bauernhof nahe der Kleinstadt. Wegen seiner spitzbübischen Art und verwegener Pläne steht ihm die Stadt häufig skeptisch gegenüber. So dringt er beispielsweise mit seinen Freunden in ein stillgelegtes Bergwerk ein, betreibt Wilderei oder stiehlt die Eier eines Bauern. Andererseits ist er aber auch musikalisch begabt und spielt gerne Flöte.

- Jürgen Borchert und die Ertüchtigung des Leibes: Als Sohn eines Offiziers möchte Jürgen Borchert seinem Vater nacheifern und versucht dabei vor allem, sich körperlich stark aufzubauen. Nachdem sein Vater im Dezember 1944 gefallen ist, muss Jürgen jedoch auf Druck seiner Mutter die Bewerbung zum Offiziersanwärter zurückziehen. Entsprechend ist er wenig begeistert, schließlich als Mannschaftsdienstgrad eingezogen zu werden.

- Karl Horber und das schlechte Gewissen: Bei seiner Geburt stirbt Karl Horbers Mutter. Der Sohn eines Friseurs hat in seinem weiteren Leben vor allem den Ruf, zahllose Missetaten zu begehen, sei es nun das Schwänzen des Schulunterrichts oder das Durchführen gefährlicher Experimente wie der Herstellung von Schießpulver. Karl ist dabei kein schlechter Mensch, hat sich aber angewöhnt, dem Spott seiner Mitschüler durch Großspurigkeit und Selbstironie entgegenzutreten. Unter seinen Freunden verschafft sich Horber zusätzlich einen Ruf, als er diese dazu einlädt, durch ein Astloch in der Wand Barbara, die Angestellte seines Vaters, beim Umziehen zu beobachten. Später bemerkt Karl, wie sein Vater mit Barbara sexuell verkehrt. Die einen Tag später eingehende Einberufung kommt ihm daher wie gelegen.

- Klaus Hager und die Angst vor dem Leben: Der unauffällige, aber emotionale Hager frisst häufig seinen Frust in sich hinein und leidet unter seiner zugleich beherrschenden und übervorsichtigen Mutter, weswegen er schließlich einen Selbstmordversuch unternimmt. Über die Lebenskrise hinweg hilft ihm schließlich eine Liebesbeziehung zu Franziska Feller, der Tochter von Flüchtlingen aus Osteuropa. Im Laufe der Zeit entwickelt Klaus allerdings Eifersuchtsgefühle, die kulminieren, als er Franziska am Bahnhof einen jungen Soldaten verabschieden sieht, sodass er mit ihr bricht. Erst beim Einrücken in die Kaserne erfährt er, dass Franziska lediglich ihren Bruder verabschiedet hatte.

- Walter Forst und der Standartenführer: Von klein auf hat Walter Forst ein besonders gespanntes Verhältnis zum NS-Regime, da sein tyrannischer Vater zugleich SS-Standartenführer ist. Außerdem war er in seiner Kindheit mit dem Juden Abraham Abi Freundlich befreundet und erlebte die Flucht der Familie unmittelbar vor der Pogromnacht 1938 selbst mit. Die Freundlichs wurden dabei von Forsts Frau gewarnt, die ihren Mann verabscheut. In der Schule hat Walter den Ruf, zugleich begabt und doch konfliktsuchend zu sein. Unter anderem sabotiert er eine Schulfeier zum Geburtstag Adolf Hitlers durch das Verteilen von Schwefelwasserstoff. Später hat er eine Affäre mit der Turnlehrerin Siegrun Bauer, die davon schwanger wird. Walter gelingt es jedoch, diese Geschichte mit seinem Vater in Verbindung bringen zu lassen. Vor dem Einrücken lebt Walter Forst noch seine Leidenschaft für amerikanische Jazzmusik aus, besäuft sich und vergeht sich am Dienstmädchen seines Vaters. Anschließend beichtet er seiner Mutter alles.

- Albert Mutz und das fünfte Gebot: Albert Mutz wächst in einer tiefreligiösen Familie auf und wird als Kind besonders von Darstellungen der Strafe und der Buße beeinflusst. Für Vergehen wird er häufig von seiner Mutter geschlagen. Sein älterer Bruder Konrad zieht als Luftwaffenoffizier in den Krieg und gerät später in Gefangenschaft. In seiner Jugend beginnt Albert, auf dem Dachboden eine Sammlung von Kriegsspielzeug anzulegen; die Sammlung wird jedoch unter dem Eindruck der Kriegserlebnisse von Konrad zerstört. In der Schule kollidieren Alberts Interessen gelegentlich mit denen des NS-Regimes; beispielsweise äußert er einmal anlässlich des Besuchs eines SS-Sturmbannführers die Absicht, lieber Lokomotivführer als Soldat werden zu wollen. In seiner Jugend freundet er sich mit einem Mädchen namens Traudl an, wendet sich aber mit der Einberufung von ihr ab. Zuletzt bereitet es ihm den größten denkbaren Gewissenskonflikt, als er den Kommandeur des Sprengkommandos erschießt, der Ernst Scholten bedroht.

Die Handlung des Romans ist in eine Rahmenhandlung eingebettet, in der ein Ich-Erzähler nach zehn Jahren wieder in die Stadt und an die Brücke gelangt. Es stellt sich dabei heraus, dass es sich bei diesem Erzähler um Albert Mutz handelt. Im Epilog unterhält dieser sich mit einem alten Mann, der dem Wesen der heutigen Jugend skeptisch gegenübersteht, ausgedrückt am Beispiel einer vorbeifahrenden Gruppe auf Motorrollern. Hierzu entgegnet Albert Mutz:

„Die Jugend ist weder gut noch schlecht. Sie ist wie die Zeit, in der sie lebt.“

Sein Gegenüber spricht daraufhin Albert Mutz die nötige Lebenserfahrung für ein solches Urteil ab.

## Unterschiede zwischen Buch und Film
Im Unterschied zum Roman nimmt die Verfilmung von 1959 die von Rückblenden geprägte Erzählstruktur des Romans nicht auf, sondern erzählt stattdessen die Geschichte in chronologischer Reihenfolge. Anstelle der Rückblenden tritt dabei eine das erste Drittel des Films einnehmende Schilderung des Alltags der Jungen vor der Einberufung.
Im Großen und Ganzen wird die eigentliche Handlung des Romans im Film in ihren wichtigsten Aspekten werktreu wiedergegeben. Inhaltliche Änderungen umfassten lediglich einige Schicksale der Jugendlichen:
- Im Film wird der Tod von Siegi Bernhard weniger mit dessen Verlangen nach Heldentum, sondern eher mit einer gewissen Form von Feigheit und Gruppenzwang erklärt: Es wird zunächst gezeigt, wie sich Bernhard beim entfernten Vorbeiflug eines Flugzeugs als einziger zu Boden wirft und dafür von den anderen ausgelacht wird. Beim tatsächlichen Angriff bleibt Siegi dann aber stehen, während sich die anderen hinwerfen.
- Walter Forst stirbt im Film während des Gefechtes durch den Treffer einer Panzergranate, so dass nur zwei der Jungen das Gefecht überleben.
- Im Zusammenhang mit Walter Forst ist noch erwähnenswert, dass im Roman eine Episode mit einem skeptischen Zivilisten geschildert wird, der die Jugendlichen überzeugen will, die Brücke zu verlassen. Im Film versucht dieser Zivilist im Gefecht zusätzlich, Walter Forst am Abfeuern einer Panzerfaust zu hindern. Da der Zivilist hinter Walter Forst steht, erleidet er aber beim Abfeuern schreckliche Verbrennungen im Gesicht durch den Raketenstrahl.
- Ernst Scholten wurde im Film in Hans Scholten umbenannt.
- Unteroffizier Schlopke wird im Film gar nicht oder zumindest nicht in der im Roman vorgesehenen Rolle dargestellt. Ebenso wenig findet der Tod von Unteroffizier Schaubeck Erwähnung.
- Unteroffizier Heilmann versucht nicht, die Jungs zum Desertieren zu überreden, sondern bis zur geplanten Brückensprengung zu beschäftigen. Außerdem kleidet er sich auch nicht in zivil, bei dem Zusammentreffen mit den Feldgendarmen glauben ihm diese nicht, dass er den Auftrag habe, die Brücke zu sichern und dass er auf dem Weg zum Sprengkommando gewesen sei. Bei dem Versuch, zur Brücke zurückzugelangen, um die Jungen nicht im Stich zu lassen, wird Heilmann erschossen.
- Der Film endet damit, dass Albert Mutz schockiert die Brücke verlässt. Im Roman wird hingegen noch geschildert, wie er durch die Stadt nach Hause zurückkehrt.

## Rezeption
Abseits der Verfilmungen fand der Roman bei Erscheinen relativ wenig Beachtung. So nannte Der Spiegel den Roman in der Rezension zum Film lediglich „belanglos“.
Die in Frankfurt am Main erscheinende Abendpost schrieb, das Buch überzeuge aufgrund seiner „Wichtigkeit und Sachlichkeit“.
Der Münchner Merkur bezeichnete die Kriegserfahrung des Autors hinsichtlich der erlebten Schrecken einerseits und seiner Buch-Verarbeitung andererseits als „zwiespältiges Glück“. Mit „scheinheiliger Schlichtheit“ der Sprache habe er dem „Gefühlsbereich des Lesers Tiefschläge“ versetzt.
Anlässlich einer Neuausgabe 2005 wurde Die Brücke nochmals retrospektiv betrachtet. So schrieb Heinz Ludwig Arnold in der Frankfurter Allgemeinen:

„Und so kann er [Manfred Gregor] seine aktuelle Brückengeschichte auf dem Grunde von sieben Biographien erzählen, die alle zusammengeführt werden durch den Wahnsinn einer Ideologie, die diesen Krieg möglich gemacht und zu solchem Ende geführt hat (und der makabre strategische Sinn militärischen Denkens wird da gleichsam nebenher, auf nur anderthalb Seiten, im Kapitel ‚Ein General und sein Befehl‘, sehr anschaulich vermittelt). In den sieben Biographien der sieben Jungen erzählt Gregor nämlich die Geschichte der deutschen Gesellschaft in dieser Zeit [...]: Einblicke in Familien und Anschauungsmaterial für Verhaltensweisen, die das alles möglich machten oder aber nicht zu verhindern vermochten, was damals geschah. [...] [Die Brücke] ist noch stärker als ihre gute Verfilmung – und übrigens auch ein sehr gutes Jugendbuch.“

Arnold erwähnte ebenso den Schreibstil und merkte an, das Buch lese sich „fast ein halbes Jahrhundert später, gar nicht so fern und veraltet, wie man meinen könnte.“
In der Neuen Zürcher Zeitung besprach Wolfgang Schneider den Roman und betonte insbesondere die „raffinierte“ Zeitschichtung. Ebenso beurteilte er die Sprache als „ungekünstelt“.

## Veröffentlichungen
- Manfred Gregor: Die Brücke. Roman, Deutsche Verlags-Anstalt, 2005, ISBN 978-3421058706.
- Manfred Gregor: Die Brücke. Gelesen von Volker Lechtenbrink. Ungekürzte Lesung auf 5 CDs, Hörkultur, 2006, ISBN 978-3-9523087-3-8.